# Los Alcarrizos
Los Alcarrizos es un municipio de República Dominicana, que está situado en la provincia de Santo Domingo.

## Límites
Municipios limítrofes:
|                                    | Norte: Pedro Brand       |                                           |
| Oeste: Pedro Brand y San Cristóbal |                          | Este: Santo Domingo Norte y Santo Domingo |
|                                    | Sur: Santo Domingo Oeste |                                           |

## Distritos municipales
Está formado por los distritos municipales de:
| Nombre                | Código   |
| --------------------- | -------- |
| Los Alcarrizos        | 10320601 |
| Palmarejo-Villa Linda | 10320602 |
| Pantoja               | 10320603 |

## Historia
La fundación del poblado de Los Alcarrizos data de finales del siglo XVIII, este villorrio resultó ser un lugar de paso para los viajeros que se dirigían o venían del Cibao Central.
En 1824, en medio de la ocupación haitiana este poblado fue escenario de protestas contra las medidas económicas de los invasores. Estas protestas han pasado a la historia como Revolución de Los Alcarrizos. Esta rebelión fue una de las primeras luchas por la separación de Haití; la cual tenía como fin el restablecimiento del dominio español en la parte oriental de la isla.
Para 1966, Los Alcarrizos no tenía gran importancia poblacional ni territorial. Sus habitantes eran pocos y el único núcleo poblacional lo constituía el hoy llamado Los Alcarrizos Viejos. La institución religiosa más importante que existía era la Iglesia San Antonio de Padua, aún vigente, los sacerdotes pasionistas cómo el párroco Benito Arrieta, que atendían la iglesia contribuyeron significativamente al desarrollo de la comunidad.
En esta zona, durante los primeros años del siglo XX hubo una gran actividad ganadera y de producción de azúcar. Existía una vía férrea que atravesaba la comunidad y zonas aledañas de un extremo a otro, ésta era exclusiva para el traslado de la caña al ingenio azucarero de Haina. Esta industria desapareció de la zona al inicio del siglo XXI convirtiéndose todo esto en industrias manufactureras y también proyectos inmobiliarios.
La gran comunidad de Los Alcarrizos se forma entre los años 1970 y 1972, el entonces presidente Joaquín Balaguer, hacía grandes proyectos urbanísticos y ordenó masivos desalojos en diversos barrios de Santo Domingo como el ensanche Quisqueya, villa Consuelo y otros, que fueron trasladados a esta comunidad, también se integraron los inmigrantes que por diferentes causas invadieron terrenos. El crecimiento mayor de la población se dio en el 1979 con la construcción de Los Barrancones para dar respuesta a los damnificados que a raíz del paso del ciclón David, quedaron sin viviendas en diferentes partes de Santo Domingo.
Entre 1990 y 1994, en el periodo de gobierno de Joaquín Balaguer se crean Los Alcarrizos II (Los Alcarrizos Segundo) para ubicar personas que fueron desalojadas de los barrios Maquiteria, Villa Duarte, Los Mameyes y La Ciénaga debido a la construcción del Faro a Colón. Además de barrios con personas afectadas por el ciclón David.
Es importante señalar que las primeras autoridades municipales electas fueron juramentadas en el año 2003, las cuales estuvieron encabezadas por Ángel Luis Rodríguez, el cual permaneció en el cargo hasta 16 de agosto de 2006.
La Comunidad de Los Alcarrizos, formaba parte de Santo Domingo Oeste como distrito municipal, siendo luego elevado a municipio mediante la ley 64-05 del 31 de enero de 2005.

## Demografía
Según el censo de 2010, el municipio Los Alcarrizos tenía 272,776 Habitantes, de los cuales 166,000 vivían en la zona urbana y 40,557 en la rural.

## Economía
El municipio ha ido evolucionando en diferentes ámbitos; en cuanto a industrias, posee zonas francas, variados talleres, fábricas de productos alimenticios, supermercados, iglesias, tiendas. Además cuenta con diferentes organismos de servicios oficiales y privados: policía, bomberos, ayuntamiento, defensa civil, salud pública (el Hospital General Dr. Vinicio Calventi y dos sub-centros públicos) y clínicas privadas, transporte organizado, agua potable, telecomunicaciones, vía de comunicación terrestre, alumbrado, educación pública y privada, además, cuenta con diferentes tipos de discotecas, bares, restaurantes, entre otros.

## Religión
El municipio cuenta con numerosas parroquias, capillas católicas e iglesias protestantes, es un pueblo de profunda raíces cristianas que cada Viernes Santo realizan un vía crucis que reúne a miles de católicos, siendo esta una de las mayores manifestaciones cristianas del municipio. También las iglesias protestantes realizan una marcha en el mes de julio, desde la entrada de los Alcarrizos hasta los Americanos, siendo las iglesias protestantes más importantes, la Iglesia De Dios INC., la Asamblea De Dios, la Iglesias adventistas del 7.º día,  el movimiento misionero mundial, el círculo de oración, la Iglesia de Jesucristo de los Santos de los últimos días (mormones) las cuales tienen varias congregaciones, con canchas deportivas, y una membresía por encima de las 6000 personas las cuales representas entre el 5% y el 6% de la población.

## Educación
En cuanto al grado de escolaridad, según el Plan Municipal de Desarrollo Los Alcarrizos 2016–2020, la población femenina que completa la educación primaria representa el 43.16%. En ese mismo segmento el  31.01% concluye la educación secundaria y el 14.32% alcanza la educación universitaria. El 11.51% no asiste a la escuela.
El mismo informe señala que la población masculina que completa la educación primaria representa el 48.09%. En esa misma población, el 30.35% finaliza la educación secundaria y el 9.71% alcanza la educación universitaria. El 11.86% no asiste a la escuela.
Escuelas públicas:
- Escuela Amparo García Molina.
- Escuela Eugenio María De Hostos.
- Escuela Fe y Alegría.
- Escuela Santa Teresa de Jesús.
- Escuela Socorro Sánchez.
- Escuela básica Ana Lucía Pujols.
- Escuela básica Carmen Balaguer.
- Escuela básica José Reyes.
- Escuela básica José Núñez de Cáceres.
- Escuela básica Juana Saltitopa.
- Escuela básica Buenas Nuevas.
- Liceo Juana Saltitopa.
- Liceo María Trinidad Sánchez.
- Liceo Profesor Juan Bosch.
- Liceo Nocturno Los Alcarrizos.
- Liceo Politécnico Max Henríquez Ureña.
- Liceo Prof. Ana Ilda Peréz Rivas.
- Liceo Profesora Elisabeth Lantigua Bonilla.

Escuelas privadas:
- Centro Educacional Mi Casita.
- Centro Pedagógico Integral Almirka.
- Colegio Dominico Coreano.
- Colegio El Duarte.
- Colegio El Moisés.
- Colegio El Porvenir.
- Colegio Gustavo Adolfo Becquer.
- Colegio Jerusalén.
- Colegio Rosa De Sarón.
- Colegio San Antonio De Padua.
- Colegio Evangélico Emmanuel.
- Instituto Serrano.

- Colegio "San Agustín".
- colegio “Carmen”